# Gusztáv, az oroszlánszelidítő
A Gusztáv, az oroszlánszelídítő a Gusztáv című rajzfilmsorozat második évadának kilencedik epizódja.

## Rövid tartalom
Gusztáv gint iszogatva vigyáz a szomszéd kisgyerekre, s a gyereksírást oroszlánbőgésnek véli...

## Alkotók
- Rendezte: Remenyik Lajos
- Írta: Mata János
- Zenéjét szerezte: Pethő Zsolt
- Operatőr: Harsági István
- Hangmérnök: Horváth Domonkos
- Vágó: Czipauer János
- Tervezte: Remenyik Lajos
- Rajzolták: Koltai Jenő, Peres Júlia
- Színes technika: Boros Magda, Dobrányi Géza
- Gyártásvezető: Kunz Román

Készítette a Pannónia Filmstúdió.